# He-Man and the Masters of the Universe (serie de televisión de 2021)
He-Man and the Masters of the Universe 2021 (título en español He-Man y los masters del universo) es una serie de televisión de fantasía de superhéroes animada por computadora y es una reinvención de la serie de 1983 del mismo nombre dirigida por Matt Ahrens y desarrollada por Robert David. La serie se estrenó el 16 de septiembre de 2021 en Netflix.

## Reparto de voz
- Yuri Lowenthal como Adam / He-Man[2]
- David Kaye como Cringer / Battle Cat[2]
- Grey Griffin como Evelyn[2]
- Antony Del Rio como Duncan / Man-at-Arms[2]
- Kymberly Brooks como Teela / Hechicera[2]
- Trevor Devall como Beast Man[2]
- Judy Alice Lee como Krass / Ram-Woman[2]
- Roger Craig Smith como Trap Jaw[2]
- Fred Tatasciore como Rey Randor / Baddrah[2]
- Ben Diskin como Skeletor[2]

## Producción

### Desarrollo
El 18 de diciembre de 2019, Netflix anunció dos nuevos proyectos de Masters of the Universe que estarán en desarrollo: una serie de anime para adultos descrita como una secuela directa de la serie de televisión He-Man y Masters of the Universe de 1983, y una serie CGI. dirigida a los niños.